# Surfing on the Third Wave
Surfing on the Third Wave fue una serie de historieta de ciencia ficción creada desde 1997 hasta el 2005 por Miguel Ángel Martín para la revista El Víbora, de La Cúpula. Su título hace referencia al ensayo La tercera ola (1979) de Alvin Toffler.

## Trayectoria editorial
Surfing on the Third Wave se publicó originalmente en los números 227 (diciembre de 1998) a 271 (agosto de 2002) de la revista mensual "El Víbora". 
En 2009 fue recopilada en un solo volumen por Rey Lear en coedición con Sins Entido. Esta edición incluye un prólogo de Jesús Palacios y cuatro historietas de menor extensión aparecidas también en "El Víbora": Jelly Beans, publicada Models, Daddy y Neuro World.

## Argumento y personajes
Surfing on the Third Wave retrata las vidas de un grupo de jóvenes en un futuro cercano, marcado por la pornografía y la tecnología:
- Bitch, cabello teñido de rosa: grafitera;
- Brenda, morena:
- Carla, rubia:
- Franq, moreno:
- Mario: voyeur
- Miranda, pelirroja: Tiene un hijo de Franq, pero se harta enseguida de su pareja;
- Oskar, rapado: camionero, psicópata.
- Raúl, gordo: enamoradizo, hazmerreír del grupo.
- Sandra, rubia y con gafas: lesbiana.